# Hansi Klemm
Hansi Klemm (* 14. Juni 1951) ist ein deutscher Sänger und Gitarrist, der vor allem mit Jazzrock-Titeln bekannt wurde.  

## Leben
Hansi Klemm wurde in den 1970er Jahren als Jazzsänger bei der Ost-Berliner Klaus Lenz Big Band bekannt. 1976 belegte er mit dem Titel War es nur der Mai? den ersten Platz der Hitparade Beatkiste. 1977 wurde die Band mit der Ausreise Klaus Lenz’ in den Westen aufgelöst. Klemm wurde im selben Jahr Sänger der Nachfolgeband Fusion, die vor allem Bigband-Jazz und Free Jazz, vermischt mit Rock- und Blueselementen, spielte. 
Von 1980 bis etwa 1983 war Hansi Klemm Sänger, Gitarrist, Keyboarder, Mundharmonikaspieler und Perkussionist der Band Mondie, die überwiegend funkorientierte Musik machte. Gelegentlich trat Mondie gemeinsam mit dem Stefan Diestelmann Trio auf. Klemm und Diestelmann sangen dann oft im Duett. 1982 erschien das von Mondie gespielte Stück Marie auf der Amiga-LP Rock-Bilanz 1982.
Außerdem trat Klemm mit Musikern wie dem Günther Fischer Quintett auf (Kosmoslied). Zeitweise spielte er mit der Modern Soul Band. 2010 trat er mit der neu formierten Bigband von Klaus Lenz auf. Seine Brüder sind der Saxophonist und Komponist Thomas Klemm und der Dirigent Detlef Klemm.

## Diskografie
- 1996: Das Konzert bei euch begann (Hansi Klemm und Klaus Lenz Big Band), auf Beatkiste 6 (Barbarossa)